# Геофізична аномалія
Геофізична аномалія (рос.геофизическая аномалия, англ. geophysical anomaly; нім. geophysikalische Anomalie f) — відхилення від нормального характеру розподілу фізичних полів Землі, зумовлені неоднорідністю її будови й різноманітністю мінеральної речовини, з якої вона складається.
Розрізняють аномалії:
- геофізичні,
- ґравітаційні,
- магнітні,
- сейсмічні,
- електричні та ін.

У гірничій справі на основі аналізу та інтерпретації геофізичної аномалії вивчаються особливості геологічної будови околиць гірничих виробок і свердловин, а також масивів порід, що залягають між гірничими виробками, свердловинами і денною поверхнею. Це дозволяє вирішувати завдання пошуків і розвідки корисних копалин, технічного обслуговування діючих гірничодобувних підприємств, інженерної геології і гідрогеології.
Так, за магнітними аномаліями фіксуються поклади сильномагнітних руд (магнетиту), за аномаліями прискорення сили тяжіння при гравітаційному каротажі виділяються рудні поклади з великою густиною речовини, визначаються їх форма і розміри; за аномаліями поглинання радіохвиль виявляються рудні зони корисних копалин, за аномаліями поглинання сейсмічних хвиль проводиться виявлення підземних порожнин і зон обвалення; за термічними аномаліями виявляються осередки підземних пожеж; за аномаліями високої провідності при г.п. фіксуються рудні тіла, напрям і швидкість руху підземного водного потоку.